# Orthocladius nitidiscutellatus
Orthocladius nitidiscutellatus är en tvåvingeart som först beskrevs av Lundstrom 1915.  Orthocladius nitidiscutellatus ingår i släktet Orthocladius och familjen fjädermyggor. Inga underarter finns listade i Catalogue of Life.